# روبرتو دی مایو
روبرتو دی مایو (انگلیسی: Roberto Di Maio؛ زادهٔ ۲۱ سپتامبر ۱۹۸۲) بازیکن فوتبال اهل ایتالیا است.
از باشگاه‌هایی که در آن بازی کرده‌است می‌توان به باشگاه فوتبال لچه اشاره کرد.